# 馬堀海岸インターチェンジ

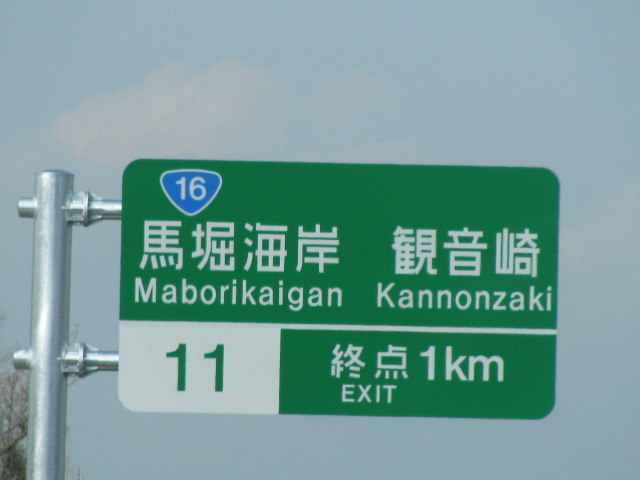
馬堀海岸インターチェンジ

馬堀海岸インターチェンジ（まぼりかいがんインターチェンジ）は、神奈川県横須賀市に設置された横浜横須賀道路本線のインターチェンジである。横浜横須賀道路の終点に位置する。通行料金の収受は佐原本線料金所で行う。
尚、当ICより先は東京湾を横断し房総半島に至る東京湾口道路（地域高規格道路三浦房総連絡道路）と接続する計画があるが現在は調査も行われていない。

## 道路
- E16 横浜横須賀道路(11番)
- 国道16号

## 歴史
- 2009年（平成21年）3月20日 - 開通。

## 周辺
- 京浜急行電鉄本線 馬堀海岸駅
- 防衛大学校
- 観音崎
- 神奈川県道209号観音崎環状線
- 横須賀市立馬堀小学校
- 横須賀市立馬堀中学校

## 隣
E16 横浜横須賀道路
(8)衣笠IC - (9)佐原IC - 佐原TB - (10)浦賀IC - (11)馬堀海岸IC
佐原ICおよび浦賀ICはハーフICであり、馬堀海岸ICとは直接行き来できない。